# Dendrocygna
Dendrocygna és un gènere d'ocells de la subfamília dels dendrocignins (Dendrocygninae) dins la família dels anàtids (Anatidae). Coneguts com a ànecs arboris, habiten les zones tropicals i subtropicals de tot el món. Alguns autors consideren que aquest gènere és l'únic de la seva subfamília. S'han inclòs vuit espècies dins aquest gènere:
- Ànec arbori becvermell (Dendrocygna autumnalis)
- Ànec arbori bicolor (Dendrocygna bicolor)
- Ànec arbori carablanc (Dendrocygna viduata)
- Ànec arbori clapejat (Dendrocygna guttata)
- Ànec arbori d'Eyton (Dendrocygna eytoni)
- Ànec arbori de capell (Dendrocygna arcuata)
- Ànec arbori de les Antilles (Dendrocygna arborea)
- Ànec arbori menut (Dendrocygna javanica)